# Honorije
Flavije Honorije (lat. Flavius Honorius), (Carigrad, 9. prosinca 384. – Ravenna, 15. kolovoza 423.), zapadnorimski car od 395. do 423. godine. Sin je rimskog cara Teodozija I. Velikog koji je odredio da se nakon njegove smrti (395.), Rimsko Carstvo podijeli na dva dijela i preda dvojici njegovih sinova: zapadni dio Carstva Honoriju, a istočni njegovu bratu Arkadiju. Otada traje definitivna podjela Rimskog Carstva na Zapadno, koje će propasti 476. godine, i Istočno Rimsko Carstvo, koje će pod imenom Bizantsko Carstvo opstati do sredine 15. stoljeća.

## Životopis
Od 393. godine bio je suvladar svoga oca Teodozija I., a nakon diobe Carstva 395. godine, postao je prvi vladar Zapadnog Rimskog Carstva. Za vrijeme njegove maloljetnosti, Carstvom je upravljao kao magister militum, vandalski vojskovođa Stilihon, koji je 398. godine uspio ponovno zauzeti Afriku. Nakon Stilihonove smrti 408. godine, Zapadno je Carstvo proživljavalo veliku krizu. Moć cara Honorija, koji je premjestio prijestolnicu u Ravennu (403.), znatno je opala. Zaredali su se uzurpatori u Galiji i Britaniji, Alarik je opustošio Rim, kasnije su provalili Vandali, Alani i Svevi na Pirinejski poluotok.

## Vanjske poveznice
- Honorije Hrvatska enciklopedija
- Honorije Proleksis enciklopedija

| Prethodnik: | Zapadnorimski carevi | Nasljednik:                                                    |
| nitko       | Zapadnorimski carevi | Ivan (uzurpator) (423. – 425.) Valentinijan III. (425. – 455.) |